# Список депутатских объединений Украины
Список депутатских объединений Украины — фракции и депутатские группы в Верховной раде Украины.

## Верховная рада Украины 1 созыва(1990—1994 гг.)
| №  | Фракция                                              | Количество депутатов | Руководитель                  |
| -- | ---------------------------------------------------- | -------------------- | ----------------------------- |
| 1  | Группа 239 — «За суверенную, советскую Украину»      | 239                  | Мороз Александр Александрович |
| 2  | Народная Рада (образована в мае 1990 г.)             | 125                  | Юхновский Игорь Рафаилович    |
| 3  | «Народных Рух Украины»                               | 49                   | -                             |
| 3  | «Группа аграриев»                                    | 75                   | -                             |
| 4  | «За социальную справедливость»                       | 40                   | -                             |
| 5  | «Конгресс национально-демократических сил»           | 39                   | -                             |
| 6  | «Нова Украина»                                       | 36                   | -                             |
| 7  | «Земля и воля»                                       | 34                   | -                             |
| 8  | «Рада»                                               | 31                   | -                             |
| 9  | «Согласие-Центр»                                     | 24                   | -                             |
| 10 | «Группа беспартийных депутатов»                      | 24                   | -                             |
| 11 | «Группа работников промышленности»                   | 22                   | -                             |
| 12 | «Партия демократического возрождения Украины (ПДВУ)» | 21                   | Соболев Сергей Владиславович  |
| 13 | Демократическая партия Украины                       | 19                   | Павлюченко Дмитрий            |
| 14 | Украинская республиканская партия                    | 12                   | -                             |
| 15 | Партия Зеленых Украины                               | 10                   | Щебрак Юрий                   |

В депутатских группах допускалось двойное членство

## Верховная рада Украины 2 созыва(1994—1998 гг.)
| №  | Фракция | 1994 г. | 1995 г. | 1996 г. | 1997 г. | 1998 г. |
| -- | --- | ------- | ------- | ------- | ------- | ------- |
| 1  | Фракция Коммунистической партии Украины («Коммунисты Украины за социальную справедливость и полновластие») | 84      | 90      | 89      | 86      | 80      |
| 2  | Фракция Народный Рух Украины                                                                               | 27      | 27      | 28      | 27      | 25      |
| 3  | Фракция Социалистической партии Украины (до 1998 года)                                                     | 25      | 27      | 26      | 25      | -       |
| 4  | Фракция Социалистической и Селянской партий Украины (с 1998 г.)                                            | -       | -       | -       | -       | 40      |
| 5  | Фракция Селянской партии Украины (2.06.1995 — 3.10.1996)                                                   | -       | 25      | 25      | -       | -       |
| 6  | Фракция Аграрная партия Украины (в 1998 году)                                                              |         |         |         |         |         |
| 7  | Фракция Партии регионального возрождения Украины (в 1998 г.)                                               | -       | -       | -       | -       | 32      |
| 8  | Группа «Аграрники Украины» (до 2.06.1995, 3.10.1996 — 1997)                                                | 34      | 48      | 27      | 38      | -       |
| 9  | Группа «Аграрники за реформы» (2.06.1995 — 3.10.1996)                                                      | -       | 25      | 25      | -       | -       |
| 10 | Межрегиональная депутатская группа (до 1998 года)                                                          | 27      | 31      | 31      | 28      | -       |
| 11 | Группа «Социально-рыночный выбор» (в 1996—1998 гг.)                                                        | -       | -       | 31      | 25      | 25      |
| 12 | Группа «Державність» («Государственность») (1994-12.09.1996)                                               | 26      | 30      | 29      | -       | -       |
| 13 | Группа «Центр» (22.04.1994-12.09.1996)                                                                     | 38      | 33      | 31      | -       | -       |
| 15 | Группа «Конституционный Центр» (12.09.1996-1998)                                                           | -       | -       | 56      | 56      | 50      |
| 14 | Группа «Реформы» (в 1994—1997 годах)                                                                       | 27      | 36      | 30      | 29      | -       |
| 15 | Группа «Единство»                                                                                          | 26      | 31      | 33      | 37      | 32      |
| 16 | Группа «Вперед, Украина!» (в 1998 году)                                                                    | -       | -       | -       | -       | 30      |
| 17 | Группа «Независимые» (в 1995—1998 годах)                                                                   | -       | 29      | 27      | 25      | 25      |
| 18 | Внефракционные депутаты                                                                                    | 23      | 19      | 25      | 16      | 45      |

## Верховная рада Украины 3 созыва(1998—2002 гг.)
| №  | Фракция                                                               | 1 сессия | 2 сессия | 3 сессия | 4 сессия | 5 сессия | 6 сессия | 7 сессия | 8 сессия | 9 сессия |
| -- | --------------------------------------------------------------------- | -------- | -------- | -------- | -------- | -------- | -------- | -------- | -------- | -------- |
| 1  | Фракция Коммунистической партии Украины                               | 120      | 122      | 122      | 115      | 114      | 111      | 113      | 113      | 113      |
| 2  | Фракция Народного Руха Украины                                        | 47       | 46       | 16       | 17       | 19       | 17       | 14       | 14       | 14       |
| 3  | Фракция Социалистической партии Украины                               | 33       | 24       | 24       | 22       | 17       | 16       | 17       | 17       | 17       |
| 4  | Фракция Партии зеленых Украины                                        | 24       | 27       | 23       | 18       | 17       | 17       | 17       | 15       | 16       |
| 5  | Фракция Народно-демократической партии (до 29.02.2000)                | 86       | 73       | 30       | 27       | 23       | 20       | 16       | 14       | 14       |
| 6  | Фракция «Громада» (до 10.02.2000)                                     | 45       | 45       | 17       | 14       | -        | -        | -        | -        | -        |
| 7  | Фракция Социал-демократической партии Украины (объединённой)          | 25       | 24       | 26       | 34       | 33       | 33       | 36       | 32       | 32       |
| 8  | Фракция Прогрессивной социалистической партии Украины (до 10.02.2000) | 14       | 14       | 14       | 11       | -        | -        | -        | -        | -        |
| 9  | Фракция Селянской партии Украины (1.10.1998 — 29.02.2000)             | -        | 15       | 15       | 15       | -        | -        | -        | -        | -        |
| 10 | Фракция «Реформы и порядок» — «Реформы-Конгресс» (с 22.12.1998)       | -        | 14       | 21       | 13       | 15       | 15       | 15       | 15       | 15       |
| 11 | Фракция Украинского народного Руха                                    | -        | -        | 30       | 26       | 21       | 23       | 22       | 22       | 23       |
| 12 | Фракция «Батькивщина» (с 4.03.1999)                                   | -        | -        | 28       | 35       | 34       | 32       | 26       | 25       | 24       |
| 13 | Фракция «Яблуко» («Яблоко») (с 15.09.2000)                            | -        | -        | -        | -        | -        | 14       | 16       | 14       | 13       |
| 15 | Группа «Независимые» (21.07.1998 — 16.03.2000)                        | 26       | 19       | 19       | 14       | -        | -        | -        | -        | -        |
| 14 | Группа «Возрождение регионов» (23.02.1999 — 6.04.2001)                | -        | -        | 28       | 31       | 36       | 38       | 35       | -        | -        |
| 15 | Группа «Трудовая Украина» (с 20.04.1999)                              | -        | -        | 18       | 23       | 43       | 48       | 46       | 38       | 38       |
| 16 | Группа «Демократический союз» (с 6.04.2001)                           | -        | -        | 28       | 36       | 37       | 35       | 18       | 15       | 15       |
| 17 | Группа «Солидарность» (с 29.02.2000)                                  | -        | -        | -        | -        | 27       | 23       | 21       | 21       | 20       |
| 18 | Группа «Регионы Украины» (с 21.03.2001)                               | -        | -        | -        | -        | -        | -        | 24       | 23       | 23       |
| 19 | Группа «Единство» (с 28.11.2001)                                      | -        | -        | -        | -        | -        | -        | -        | 20       | 21       |
| 20 | Внефракционные                                                        |          |          |          |          |          |          |          |          |          |

## Верховная рада Украины 4 созыва(2002—2006 гг.)
| №  | Фракция                                                                             | май 2002 | июль 2002 | сентябрь 2003 | декабрь 2003 | июль 2004 | январь 2005 | июль 2005 |
| -- | ----------------------------------------------------------------------------------- | -------- | --------- | ------------- | ------------ | --------- | ----------- | --------- |
| 1  | За единую Украину                                                                   | 175      | -         | -             | -            | -         | -           | -         |
| 2  | Наша Украина                                                                        | 119      | 110       | 102           | 103          | 100       | 101         | 77        |
| 3  | Коммунистическая Партия Украины                                                     | 63       | 63        | 60            | 59           | 59        | 56          | 56        |
| 4  | Социалистическая Партия Украины                                                     | 22       | 21        | 20            | 20           | 20        | 24          | 25        |
| 5  | Батькивщина                                                                         | 23       | 23        | 18            | 19           | 19        | 18          | 39        |
| 6  | Социал-Демократическая Партия Украины (Объединённая)                                | 31       | 34        | 37            | 36           | 40        | 23          | 20        |
| 7  | Украинская Народная Партия                                                          | -        | -         | -             | -            | -         | -           | 24        |
| 8  | «Народно-Демократическая Партия»                                                    | -        | 17        | 15            | 14           | -         | -           | -         |
| 9  | Народная партия                                                                     | -        | -         | -             | -            | -         | 33          | 46        |
| 10 | «Народовластие»                                                                     | -        | 17        | 19            | 22           | -         | -           | -         |
| 11 | «Трудовая Украина»                                                                  | -        | -         | -             | -            | 29        | -           | -         |
| 12 | "Демократические инициативы «Народовластие»                                         | -        | -         | -             | -            | 30        | 15          | -         |
| 13 | Партия промышленников и предпринимателей Украины                                    | -        | -         | -             | -            | -         | -           | 15        |
| 14 | «Регионы Украины»                                                                   | -        | 36        | 47            | 66           | 63        | 54          | 51        |
| 15 | Партия промышленников и предпринимателей Украины и «Трудовая Украина»               | -        | 40        | 43            | 42           | -         | -           | -         |
| 16 | «Демократические инициативы»                                                        | -        | 18        | 23            | 18           | -         | -           | 4         |
| 17 | «Европейский выбор»                                                                 | -        | 19        | 20            | -            | -         | -           | -         |
| 18 | «Аграрии Украины»                                                                   | -        | 16        | 16            | 16           | 21        | -           | -         |
| 19 | «Народный выбор»                                                                    | -        | 15        | 14            | 14           | -         | -           | -         |
| 20 | «Народно-Демократическая Партия» и Партия промышленников и предпринимателей Украины | -        | -         | -             | -            | 17        | 10          | -         |
| 21 | «Центр»                                                                             | -        | -         | -             | -            | 17        | 12          | -         |
| 22 | «Союз»                                                                              | -        | -         | -             | -            | 17        | 15          | -         |
| 23 | Фракция партии «Единая Украина»                                                     | -        | 9         | -             | -            | -         | 22          | 20        |
| 24 | «Демократическая Украина»                                                           | -        | -         | -             | -            | -         | 16          | 19        |
| 25 | Внефракционные                                                                      | 14       | 9         | 16            | 20           | 18        | 36          | 37        |

## Верховная рада Украины 5 созыва(2006—2007 гг.)
- Партия регионов
- БЮТ — с мая 2007 сформирована фракция из депутатов, не вышедших из парламента
- Социалистическая Партия Украины
- Коммунистическая Партия Украины
- НСНУ

Межфракционные объединения: АнтиНАТО, Нейтральная украіна Стабильность на Украине (Кинах)
Коалиции: Демократическая (Июль2007)-БЮТ+НСНУ+СПУ, Антикризисная ПР+СПУ+КПУ

## Верховная рада Украины 6 созыва(2007—2012 гг.)
Фракции:
- Партия регионов
- БЮТ
- НУНС (Наша Украина+Народная самооборона)
- НБЛ
- Коммунистическая Партия Украины

Депутатская группа — За реформы (с 2011)
Межфрационные объединения: За Харьков, Киевская, Донецкая, Против контрабанды на Украине.
Коалиции: Демократическая (БЮТ+НУ).

## Верховная рада Украины 7 созыва(2012—2014 гг.)
Фракции:
- Партия регионов
- «Батьківщина»
- «УДАР Виталия Кличко»
- «Свобода»
- КПУ
- Группа «Экономическое развитие» А. Кинаха (с 24.02.2014)
- Суверенная Европейская Украина с 25.02.2014

## Верховная рада Украины 8 созыва(2014-2019 гг.)
- Фракция «Блок Петра Порошенко» — 143 (образована 27.11.2014)
- Фракция «Народный Фронт» — 81 (образована 27.11.2014)
- Фракция «Оппозиционный блок» — 43 (образована 27.11.2014)
- Фракция "Объединение «САМОПОМІЧ» — 26 (образована 27.11.2014)
- Фракция Радикальной Партии Олега Ляшко — 21 (образована 27.11.2014)
- Фракция «Батьківщина» — 19 (образована 27.11.2014)
- Группа «Воля народа» — 20 (образована 27.11.2014)
- Группа "Партия «Возрождение» — 22 (образована 17.06.2015)
- Группа «Экономическое развитие» (существовала с ноября 2014 по май 2015)

## Верховная рада Украины 9 созыва(с 2019 года)
На первом заседании Верховной рады 29 августа 2019 года было объявлено о создании фракций и депутатской группы:
- Фракция «Слуга народа» (254 нардепа), председатель фракции — Давид Арахамия;
- «Оппозиционная платформа — За жизнь» (44 нардепа), сопредседатели фракции — Юрий Бойко и Вадим Рабинович;
- «Европейская солидарность» (27 нардепов), сопредседатели фракции — Артур Герасимов и Ирина Геращенко;
- ВО «Батькивщина» (25 нардепов), председатель фракции — Юлия Тимошенко;
- «Голос» (17 нардепов), председатель фракции — Сергей Рахманин. От партии «Голос» в Раду прошли 20 нардепов — 17 по списку и 3 мажоритарщика. Во фракцию, однако, вошли только 17 нардепов, прошедших по списку; ещё 3 мажоритарщика должны присоединиться к фракции позже[1];
- Депутатская группа «За будущее» (23 нардепа), сопредседатели — Виктор Бондарь, Тарас Батенко. В мае 2020 года на её основе была сформирована партия «За будущее», которую возглавил нардеп Игорь Палица[2].
- Депутатская группа «Доверие» (17 нардепов). Председатель — Олег Кулинич, заместитель — Валерий Лунченко[3][4].

## Региональные советы с 2006 по 2010 годы
В региональные советы на местных выборах марта 2006 года прошли следующие партии и блоки:
- Партия регионов — абсолютное большинство мандатов в Донецком, Луганском, Запорожском облсовете, Севастопольском горсовете; большие фракции в Днепропетровском, Винницком, Закарпатском, Житомирском, Кировоградском, Николаевском, Одесском, Полтавском, Харьковском, Херсонском, Черниговском облсоветах, Верховном Совете Крыма; небольшие представительства в Волынском, Киевском, Ровенском, Сумском, Черкасском, Черновицком облсоветах, в Киевском горсовете; отсутствуют во Львовском, Тернопольском, Ивано-Франковском облсовете.
- Блок Юлии Тимошенко — абсолютное большинство мандатов в Волынском и Киевском облсоветах, представительства во всех облсоветах за исключением Донецкого, есть в Киеве, Крымском Совете, нет в горсовете Севастополя.
- «Наша Украина» — абсолютное большинство в Ивано-Франковском облсовете, крупные фракции в Закарпатском, Винницком, Волынском, Житомирском, Киевском, Львовском, Кировоградском, Полтавском, Ровенском, Сумском, Тернопольском, Черкасском, Черниговском, Черновицком облсоветах и Киевском горсовете, небольшие фракции в Днепропетровском, Запорожском, Николаевском, Одесском, Харьковском, Херсонском облсоветах. Не представлен в Донецком, Луганском облсоветах, в Крыму и в Севастополе.
- СПУ — крупные фракции в Винницком, Донецком, Киевском, Кировоградском, Одесском, Полтавском, Сумском, Черкасском, Черниговском облсоветах, небольшие фракции в Волынском, Закарпатском, Житомирском, Николаевском, Ровенском, Херсонском, Черновицком облсоветах и Киевском горсовете.
- КПУ — небольшие представительства (до 10 мандатов) в Винницком, Днепропетровском, Донецком, Житомирском, Луганском, Кировоградском, Николаевском, Полтавском, Сумском, Харьковском, Херсонском, Черкасском, Черниговском облсоветах, в Крыму и Севастополе.
- Блок Наталии Витренко «Народная оппозиция» — представительства на востоке и юге Украины, в том числе крупные фракции в Донецком, Запорожском, Николаевском, Одесском облсоветах, в Севастополе, небольшие — в Крыму, Днепропетровском, Луганском, Сумском, Харьковском, Херсонском облсоветах.
- Народный блок Литвина — крупные фракции в Житомирском, Николаевском и Одесском облсоветах, небольшие — в Винницком, Волынском, Закарпатском, Днепропетровском, Запорожском, Киевском, Кировоградском, Полтавском, Ровенском, Херсонском, Черкасском, Черниговском, Черновицком облсоветах, в Киевском горсовете.
- Блок Костенко-Плюща — крупные фракции на западе страны: Львовский, Тернопольский, Ровенский облсовет, небольшие фракции в Волынском, Ивано-Франковском облсоветах.
- Вече — небольшие фракции в Харьковском и Запорожском облсоветах.
- Возрождение — Ивано-Франковский, Ровенский и Харьковский облсоветы, Одесский облсоветы.
- Пора-ПРП — крупная фракция в Киевском горсовете, небольшие в Львовском, Черновицком, Тернопольском облсоветах.
- Не Так! — небольшая фракция в Запорожском облсовете и ВС АРК.
- Партия Зеленых Украины — Николаевский облсовет.
- ВО Свобода — Львовский облсовет.
- Блок Лазаренко — Днепропетровский облсовет.
- Родная Волынь — Волынский облсовет.
- Демпартия Венгров и Венгерская КЛМС (2 списка) — Закарпатский облсовет.
- Русский блок ;ХДС и ПППУ ;ПНЭРУ и МУ (Севастопольский горсовет).
- КУН И Собор — Ивано-Франковский совет .
- Партия Союз — Крым и Харьковский облсовет.